# Michael Stich
Michael Detlef Stich (sinh ngày 18 tháng 10 năm 1968) là cựu vận động viên quần vợt chuyên nghiệp người Đức.Anh đã giành được chức vô địch Wimbledon năm 1991 ở nội dung đơn nam và chức vô địch Wimbledon năm 1992 ở nội dung đôi nam cùng với chiếc huy chương vàng olympic năm 1992 ở nội dung đôi nam.Ngoài ra anh còn giành ngôi vị á quân tại Mỹ Mở rộng năm 1994 và giải Pháp mở rộng năm 1996

## Sự nghiệp
Stich bắt đầu sự nghiệp quần vợt chuyên nghiệp vào năm 1988,và anh trở thành một trong những tay vợt top đầu thế giới vào năm 1990.Anh vô địch Wimbledon năm 1991 khi đó anh đã đánh bại tay vợt số 1 thế giới Stefan Edberg tại bán kết và Boris Becker tại chung kết.Năm 1992 cùng đánh cặp với John McEnroe tại Wimbledon năm 1992 và họ đã vô địch ở nội dung đánh đôi,trong trận chung kết diễn ra 5 set đó,tỷ số set 5 là 19-17.Vị trí cao nhất của anh trên bảng xếp hạng ATP là số 2 thế giới

## Danh hiệu

### Chung kết Grand Slam

#### Đơn: 3 (1–2)
| Kết quả | Năm  | Giải đấu    | Mặt sân | Đối thủ            | Tỷ số                   |
| ------- | ---- | ----------- | ------- | ------------------ | ----------------------- |
| Vô địch | 1991 | Wimbledon   | Cỏ      | Boris Becker       | 6–4, 7–6(7–4), 6–4      |
| Á quân  | 1994 | US Open     | Cứng    | Andre Agassi       | 1–6, 6–7(5–7), 5–7      |
| Á quân  | 1996 | French Open | Đất nện | Yevgeny Kafelnikov | 6–7(4–7), 5–7, 6–7(4–7) |

#### Đôi: 1 (1–0)
| Kết quả | Năm  | Giải đấu  | Mặt sân | Đồng đội     | Đối thủ                   | Tỷ số                               |
| ------- | ---- | --------- | ------- | ------------ | ------------------------- | ----------------------------------- |
| Vô địch | 1992 | Wimbledon | Cỏ      | John McEnroe | Jim Grabb Richey Reneberg | 5–7, 7–6(7–5), 3–6, 7–6(7–5), 19–17 |

### Chung kết đôi nam Olympic
| Outcome | Năm  | Championship    | Surface | Partner      | Opponents                  | Score                        |
| ------- | ---- | --------------- | ------- | ------------ | -------------------------- | ---------------------------- |
| Gold    | 1992 | Summer Olympics | Clay    | Boris Becker | Wayne Ferreira Piet Norval | 7–6(7–5), 4–6, 7–6(7–5), 6–3 |

## Chung kết ATP

### Đơn: 31 (18–13)
| Giải đấu                      |
| ----------------------------- |
| Grand Slam (1–2)              |
| Tennis Masters Cup (1–0)      |
| Grand Slam Cup (1–1)          |
| ATP Masters Series (2–1)      |
| ATP Championship Series (3–3) |
| ATP World Series (10–6)       |

| Mặt sân       |
| ------------- |
| Cứng (4–4)    |
| Cỏ (4–1)      |
| Đất nện (3–5) |
| Thảm (7–3)    |

| Kết quả | Thắng-Thua | Ngày                      | Giải đấu                              | Mặt sân  | Đối thủ            | Tỷ số                             |
| ------- | ---------- | ------------------------- | ------------------------------------- | -------- | ------------------ | --------------------------------- |
| Vô địch | 1.         | ngày 5 tháng 3 năm 1990   | Memphis, Mỹ                           | Cứng     | Wally Masur        | 6–7(5–7), 6–4, 7–6(7–1)           |
| Á quân  | 1.         | ngày 7 tháng 1 năm 1991   | Adelaide, Australia                   | Cứng     | Nicklas Kulti      | 3–6, 6–1, 2–6                     |
| Á quân  | 2.         | ngày 14 tháng 1 năm 1991  | Sydney, Australia                     | Cứng     | Guy Forget         | 3–6, 4–6                          |
| Á quân  | 3.         | ngày 25 tháng 2 năm 1991  | Memphis, Mỹ                           | Cứng (i) | Ivan Lendl         | 5–7, 3–6                          |
| Vô địch | 2.         | ngày 8 tháng 7 năm 1991   | Wimbledon, London, Vương quốc Anh     | Cỏ       | Boris Becker       | 6–4, 7–6(7–4), 6–4                |
| Vô địch | 3.         | ngày 22 tháng 7 năm 1991  | Stuttgart Outdoor, Đức                | Đất nện  | Alberto Mancini    | 1–6, 7–6(11–9), 6–4, 6–2          |
| Vô địch | 4.         | ngày 26 tháng 8 năm 1991  | Schenectady, Mỹ                       | Cứng     | Emilio Sánchez     | 6–2, 6–4                          |
| Vô địch | 5.         | ngày 21 tháng 10 năm 1991 | Vienna, Áo                            | Thảm     | Jan Siemerink      | 6–4, 6–4, 6–4                     |
| Á quân  | 4.         | ngày 11 tháng 5 năm 1992  | Hamburg, Đức                          | Đất nện  | Stefan Edberg      | 7–5, 4–6, 1–6                     |
| Vô địch | 6.         | ngày 15 tháng 6 năm 1992  | Rosmalen, Hà Lan                      | Cỏ       | Jonathan Stark     | 6–4, 7–5                          |
| Vô địch | 7.         | ngày 14 tháng 12 năm 1992 | Grand Slam Cup, Munich, Đức           | Thảm     | Michael Chang      | 6–2, 6–3, 6–2                     |
| Vô địch | 8.         | ngày 22 tháng 2 năm 1993  | Stuttgart, Đức                        | Thảm     | Richard Krajicek   | 4–6, 7–5, 7–6(7–4), 3–6, 7–5      |
| Á quân  | 5.         | ngày 3 tháng 5 năm 1993   | Munich, Đức                           | Đất nện  | Ivan Lendl         | 6–7(2–7), 3–6                     |
| Vô địch | 9.         | ngày 10 tháng 5 năm 1993  | Hamburg, Đức                          | Đất nện  | Andrei Chesnokov   | 6–3, 6–7(1–7), 7–6(9–7), 6–4      |
| Vô địch | 10.        | ngày 14 tháng 6 năm 1993  | London (Queen's Club), Vương quốc Anh | Cỏ       | Wayne Ferreira     | 6–3, 6–4                          |
| Á quân  | 6.         | ngày 26 tháng 7 năm 1993  | Stuttgart, Đức                        | Đất nện  | Magnus Gustafsson  | 3–6, 4–6, 6–3, 6–4, 4–6           |
| Vô địch | 11.        | ngày 12 tháng 8 năm 1993  | Basel, Thụy Sĩ                        | Cứng     | Stefan Edberg      | 6–4, 6–7(5–7), 6–3, 6–2           |
| Vô địch | 12.        | ngày 1 tháng 11 năm 1993  | Stockholm, Thụy Điển                  | Thảm     | Goran Ivanišević   | 4–6, 7–6(8–6), 7–6(7–3), 6–2      |
| Vô địch | 13.        | ngày 22 tháng 11 năm 1993 | Tennis Masters Cup, Frankfurt, Đức    | Thảm     | Pete Sampras       | 7–6(7–3), 2–6, 7–6(9–7), 6–2      |
| Á quân  | 7.         | ngày 13 tháng 12 năm 1993 | Grand Slam Cup, Munich, Đức           | Thảm     | Petr Korda         | 6–2, 4–6, 6–7(5–7), 6–2, 9–11     |
| Vô địch | 14.        | ngày 28 tháng 2 năm 1994  | Rotterdam, Hà Lan                     | Thảm     | Wayne Ferreira     | 4–6, 6–3, 6–0                     |
| Vô địch | 15.        | ngày 2 tháng 5 năm 1994   | Munich, Đức                           | Đất nện  | Petr Korda         | 6–2, 2–6, 6–3                     |
| Vô địch | 16.        | ngày 20 tháng 6 năm 1994  | Halle, Đức                            | Cỏ       | Magnus Larsson     | 6–4, 4–6, 6–3                     |
| Á quân  | 8.         | ngày 12 tháng 9 năm 1994  | US Open, New York, Mỹ                 | Cứng     | Andre Agassi       | 1–6, 6–7(5–7), 5–7                |
| Á quân  | 9.         | ngày 24 tháng 10 năm 1994 | Vienna, Áo                            | Thảm     | Andre Agassi       | 6–7(4–7), 6–4, 2–6, 3–6           |
| Á quân  | 10.        | ngày 27 tháng 2 năm 1995  | Stuttgart, Đức                        | Thảm     | Richard Krajicek   | 6–7(4–7), 3–6, 7–6(8–6), 6–1, 3–6 |
| Á quân  | 11.        | ngày 8 tháng 5 năm 1995   | Munich, Đức                           | Đất nện  | Wayne Ferreira     | 5–7, 6–7(6–8)                     |
| Á quân  | 12.        | ngày 26 tháng 6 năm 1995  | Halle, Đức                            | Cỏ       | Marc Rosset        | 6–3, 6–7(11–13), 6–7(8–10)        |
| Vô địch | 17.        | ngày 7 tháng 8 năm 1995   | Los Angeles, Mỹ                       | Cứng     | Thomas Enqvist     | 6–7(7–9), 7–6(7–4), 6–2           |
| Vô địch | 18.        | ngày 26 tháng 2 năm 1996  | Antwerp, Bỉ                           | Thảm     | Goran Ivanišević   | 6–3, 6–2, 7–6(7–5)                |
| Á quân  | 13.        | ngày 10 tháng 6 năm 1996  | French Open, Paris, Pháp              | Đất nện  | Yevgeny Kafelnikov | 6–7(4–7), 5–7, 6–7(4–7)           |

### Đôi: 16 (10–6)
| Giải đấu                      |
| ----------------------------- |
| Grand Slam (1–0)              |
| Tennis Masters Cup (0–0)      |
| Olympic Gold Medal (1–0)      |
| ATP Masters Series (1–2)      |
| ATP Championship Series (1–1) |
| ATP World Series (6–3)        |

| Mặt sân       |
| ------------- |
| Cứng (3–2)    |
| Cỏ (3–1)      |
| Đất nện (3–2) |
| Thảm (1–1)    |

| Kết quả | Thắng-Thua | Ngày                      | Giải đấu                                | Mặt sân  | Đồng đội        | Đối thủ                         | Tỷ số                     |
| ------- | ---------- | ------------------------- | --------------------------------------- | -------- | --------------- | ------------------------------- | ------------------------- |
| Vô địch | 1.         | ngày 9 tháng 10 năm 1989  | Basel, Thụy Sĩ                          | Cứng (i) | Udo Riglewski   | Omar Camporese Claudio Mezzadri | 6–3, 4–6, 6–0             |
| Á quân  | 1.         | ngày 26 tháng 2 năm 1990  | Memphis, Mỹ                             | Cứng (i) | Udo Riglewski   | Darren Cahill Mark Kratzmann    | 5–7, 2–6                  |
| Á quân  | 2.         | ngày 7 tháng 5 năm 1990   | Hamburg, Đức                            | Đất nện  | Udo Riglewski   | Sergi Bruguera Jim Courier      | 6–7, 2–6                  |
| Vô địch | 2.         | ngày 17 tháng 5 năm 1990  | Munich, Đức                             | Đất nện  | Udo Riglewski   | Petr Korda Tomáš Šmíd           | 6–1, 6–4                  |
| Vô địch | 3.         | ngày 18 tháng 6 năm 1990  | Rosmalen, Hà Lan                        | Cỏ       | Jakob Hlasek    | Jim Grabb John McEnroe          | 7–6, 6–3                  |
| Á quân  | 3.         | ngày 20 tháng 8 năm 1990  | Long Island, Mỹ                         | Cứng     | Udo Riglewski   | Guy Forget Jakob Hlasek         | 6–2, 3–6, 4–6             |
| Vô địch | 4.         | ngày 22 tháng 10 năm 1990 | Vienna, Áo                              | Thảm     | Udo Riglewski   | Jorge Lozano Todd Witsken       | 6–4, 6–4                  |
| Vô địch | 5.         | ngày 9 tháng 1 năm 1991   | Memphis, Mỹ                             | Cứng (i) | Udo Riglewski   | John Fitzgerald Laurie Warder   | 7–5, 6–3                  |
| Á quân  | 4.         | ngày 11 tháng 2 năm 1991  | Philadelphia, Mỹ                        | Thảm     | Udo Riglewski   | Rick Leach Jim Pugh             | 4–6, 4–6                  |
| Vô địch | 6.         | ngày 27 tháng 4 năm 1992  | Monte Carlo, Monaco                     | Đất nện  | Boris Becker    | Petr Korda Karel Nováček        | 6–4, 6–4                  |
| Á quân  | 5.         | ngày 4 tháng 5 năm 1992   | Hamburg, Đức                            | Đất nện  | Carl-Uwe Steeb  | Sergio Casal Emilio Sánchez     | 7–5, 4–6, 3–6             |
| Á quân  | 6.         | ngày 8 tháng 6 năm 1992   | Rosmalen, Hà Lan                        | Cỏ       | John McEnroe    | Jim Grabb Richey Reneberg       | 4–6, 7–6, 4–6             |
| Vô địch | 7.         | ngày 6 tháng 7 năm 1992   | Wimbledon, London, Vương quốc Anh       | Cỏ       | John McEnroe    | Jim Grabb Richey Reneberg       | 5–7, 7–6, 3–6, 7–6, 19–17 |
| Vô địch | 8.         | ngày 3 tháng 8 năm 1992   | Summer Olympics, Barcelona, Tây Ban Nha | Đất nện  | Boris Becker    | Wayne Ferreira Piet Norval      | 7–6, 4–6, 7–6, 6–3        |
| Vô địch | 9.         | ngày 9 tháng 8 năm 1993   | Los Angeles, Mỹ                         | Cứng     | Wayne Ferreira  | Grant Connell Scott Davis       | 7–6, 7–6                  |
| Vô địch | 10.        | ngày 16 tháng 6 năm 1997  | Halle, Đức                              | Cỏ       | Karsten Braasch | David Adams Marius Barnard      | 7–6, 6–3                  |